# František Kropáč
František Kropáč (28. března 1898 Krásno nad Bečvou – 9. srpna 1966 Praha) byl moravský právník, spisovatel a básník, protinacistický odbojář.

## Život
Narodil se v rodině zemského poříčného Františka Kropáče a jeho manželky Ireny roz. Tomkové (1875).
V roce 1917 maturoval na gymnáziu ve Valašském Meziříčí, poté studoval na Právnické fakultě Univerzity Karlovy. Studia úspěšně ukončil roku 1922. Po promoci pracoval jako konceptní úředník zemského úřadu v Praze, v letech 1926–1932 na úřadech v Aši a na Kladně. V letech 1932–1940 byl zaměstnán v Praze, na zemském úřadu a na ministerstvu vnitra. V roce 1940 byl pro odbojovou činnost zatčen a strávil téměř pět let ve vězení.
V listopadu 1945 byl Kropáč spolu s dalšími spisovateli napaden komunistickými deníky Rudé právo a Nová svoboda za to, že 10. listopadu 1938 adresovali deníkům Venkov a Večer prohlášení, ve kterém žádali obsazení funkce presidenta republiky, která se uvolnila abdikací presidenta Edvarda Beneše a jeho odjezdem do zahraničí. (Beneš 5. října 1938 skutečně abdikoval a 22. října 1938 odletěl do Londýna, funkce presidenta republiky tedy volná byla.) To nezabránilo jeho zaměstnání na ministerstvu vnitra, řízeném komunistickým ministrem Václavem Noskem, kde pracoval ve funkci ministerského rady.
V roce 1946 byl František Kropáč na ministerstvu vnitra ustanoven vedoucím referátu "L", který měl do roku 1948 na starosti pátrací agendu po zavlečených obyvatelích zničených obcí (Lidice, Ležáky, Ploština, Javoříčko) a veškeré záležitosti Lidic a výstavby památníku v Ležákách. Též se stal místopředsedou Společnosti pro obnovu Lidic.
František Kropáč byl v letech 1927–1948 členem Moravského kola spisovatelů. V roce 1948 byl penzionován.

### Zajímavost
Když byly 7. května 1939 slavnostně pohřbeny ostatky Karla Hynka Máchy na pražském Slavíně, nesli jeho rakev František Sekanina, Josef Hora, Jaroslav Seifert, František Halas, Josef Knap a František Kropáč.

## Dílo

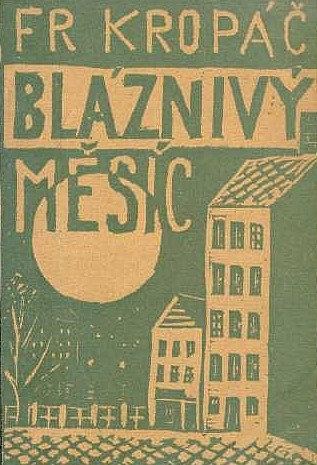
František Kropáč: Bláznivý měsíc (obálka, 1927)

František Kropáč psal poezii i prózu. V próze je jeho hlavním tématem bída periférie velkoměst. Kritika výše hodnotí jeho poezii. Kropáčova poválečná tvorba se soustřeďovala na témata spojená s nacistickou okupací (básnické sbírky Vězeň drážďanský a Hlas v žaláři napsal v době německé okupace ve vězení).
Prvotinu Bláznivý měsíc označil Arne Novák slovy „pouhá tříšť, ne bez zřejmých stop nadání, ale posud zkroucená a zmrzačená horečným kvasem a nedočkavým kvasem při vzniku.“ Podstatně příznivěji hodnotil tentýž kritik Kropáčovu sbírku veršů Vděčnost. („Kropáčova Vděčnost, i formálně velmi vyspělá a kultivovaná, značí skutečný lyrický čin v přítomné spiritualisaci našeho mladého básnictví.“

### Denní tisk a časopisy
Od dvacátých let 20. století přispíval do Lidových novin, obvykle poezií. Jeho příspěvky uveřejňovala řada časopisů a deníků, jako Lumír (zde pod šifrou Fr. K.), Rozpravy Aventina a mnoho dalších. Ještě 10. května 1940 vydaly Národní listy Kropáčovy verše Naše řeč, oslavující češtinu.

### Próza
- Bláznivý měsíc (příběh podivuhodného domu, román; Praha, Antonín Král, 1927)
- Propast (příběh sedmi nocí, román; Praha, Václav Petr, 1927)
- Peklo milosti (román; Brno, Moravské kolo spisovatelů [MKS], 1928)
- Posedlí (román; Praha, Družstevní práce, 1928)
- Pozdrav do Branky (bibliografie k osmdesátinám Petra Bezruče, autoři Vojtěch Martínek, Miloš Jirko, František Kropáč, Jaroslav Nečas a grafik Jožka Baruch; Praha, Franta Koudelka a Jožka Baruch, 1937)[9]
- Zlé znamení (Brno, MKS, 1938)
- Útěk do tmy: román (1938)
- Persekuce českého studentstva za okupace (28. říjen 1939, německý útok na české vysokoškoláky, uzavření českých vysokých škol) (podle úředních pramenů napsali František Kropáč a Vlastimil Louda; Praha, Ministerstvo vnitra 1945, Orbis 1945 a 1946)
- – a muži byli zastřeleni (památník lidickým mužům, úvod Pravá tvář lidické tragédie napsal František Kropáč, závěrečné slovo Helena Leflerová; Praha, Společnost pro obnovu Lidic, 1946)
- Hlas v žaláři (dřevoryty Václav Mašek; Praha, Svatopluk Klír, 1946)
- Zločin v Lidicích (román-skutečnost; Praha, Společnost pro obnovu Lidic, 1946); pod stejným názvem zpracoval František Kropáč v roce 1946 filmovou synopsi[10]
- Pohádka o nemocném Jeníčkovi (ilustrace Z. Kropáčková; Valašské Meziříčí: vlastním nákladem, 1947)
- Ležáky: vražda mužů a žen: odvlečení dětí do ciziny: srovnání osady se zemí (podle úředních pramenů napsal Ladislav Šíma; předmluvu napsal Gríša Spurný; úvodní slovo František Kropáč; studii "Vznik a dějiny Ležáků" napsal Karel Doskočil; frontispis nakreslil Alois Moravec; kresby v obrazové části nakreslil Oldřich Vodseďálek; fotografie Ladislav Šíma ... et al; Praha: Ministerstvo vnitra, 1947)
- Za Petrem Bezručem: in memoriam (ilustrace J. Baruch; 1959)

### Básně
- Stín, jenž zapomíná (Praha, A. Král, 1927)
- Smrtihlav (Praha, V. Petr, 1932)
- Vděčnost (Praha, Štěpán Jež, 1934)
- Bílý květ (Praha, Literární odbor Umělecké Besedy, Kruh českých spisovatelů, 1936)
- Pohoří na severu (Praha, Literární odbor Umělecké besedy, Kruh českých spisovatelů, 1938) – poctěno cenou Otakara Theera
- Studně pod hvězdami (Praha, Štěpán Jež, 1940)
- Vězeň drážďanský (Brno, Družstvo MKS, 1946)

### Uspořádal
- Země krásná: sborník poesie z roku 1939 (Praha: Umělecká beseda, 1939)